# Ptychopseustis lucipara
Ptychopseustis lucipara là một loài bướm đêm trong họ Crambidae.